# Winy Maas

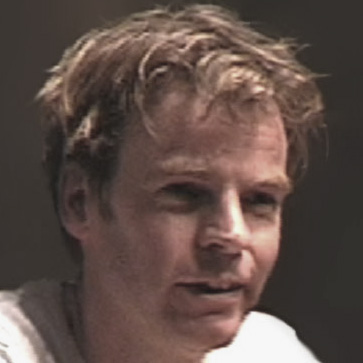
Winy Maas

Winy Maas, född 17 januari 1958 i Schijndel, Nederländerna, är en nederländsk arkitekt.
1978-1983 studerade han landskapsarkitektur vid RHSTL Boskoop.
1984-1990 studerade han vid avdelningen för arkitektur och stadsplanering vid universitetet i Delft.
1990-1993 arbetade han för Office for Metropolitan Architecture (OMA) och Rem Koolhaas, Rotterdam.
1991 startade han arkitektkontoret MVRDV tillsammans med Jacob van Rijs och Nathalie de Vries.